# Булгарские эпиграфические памятники
Булгарские эпиграфические памятники (чув. Пăлхар эпиграфика палăкĕсем, тат. Болгар эпиграфик табылдыклары) — надгробные камни с надписями (эпитафиями) XIII-XIV вв. на территории бывшего Булгарского улуса Золотой Орды. Выявленные  надгробия можно разделить на несколько категорий. С «цивилизационной» точки зрения, есть такие:
- мусульманские[4]:175-182 арабографичные, которых насчитывается к настоящему времени около 400 штук, включая плохо сохранившиеся (в обломках, со стёртыми надписями и т.д.);

- армянские[1]:60-61[5] со своей графикой, в количестве 5 штук и ещё несколько маловнятных фрагментов; в них встречаются и арабские буквы.Обломок надгробия из Булгарского городища

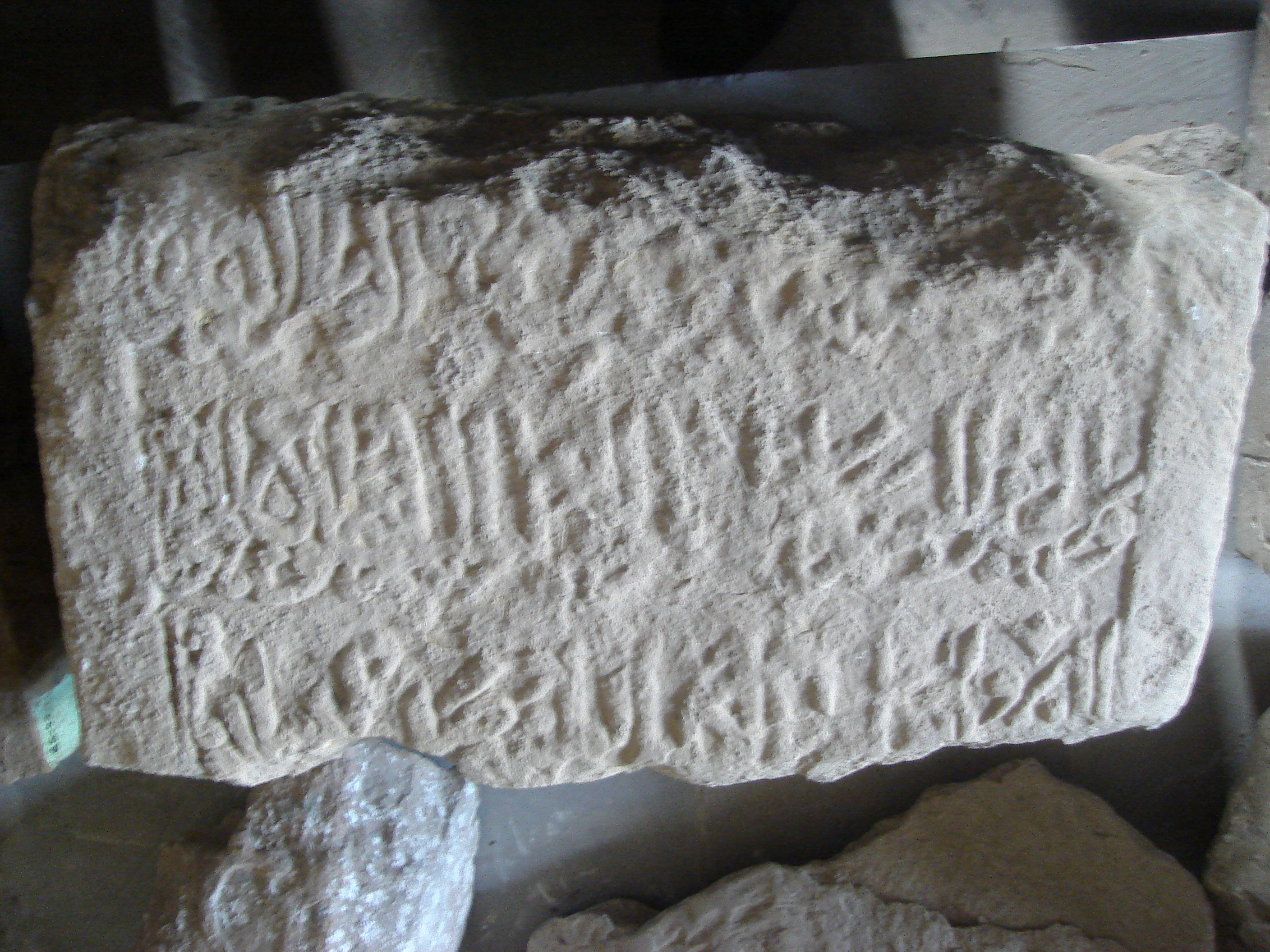
Обломок надгробия из Булгарского городища

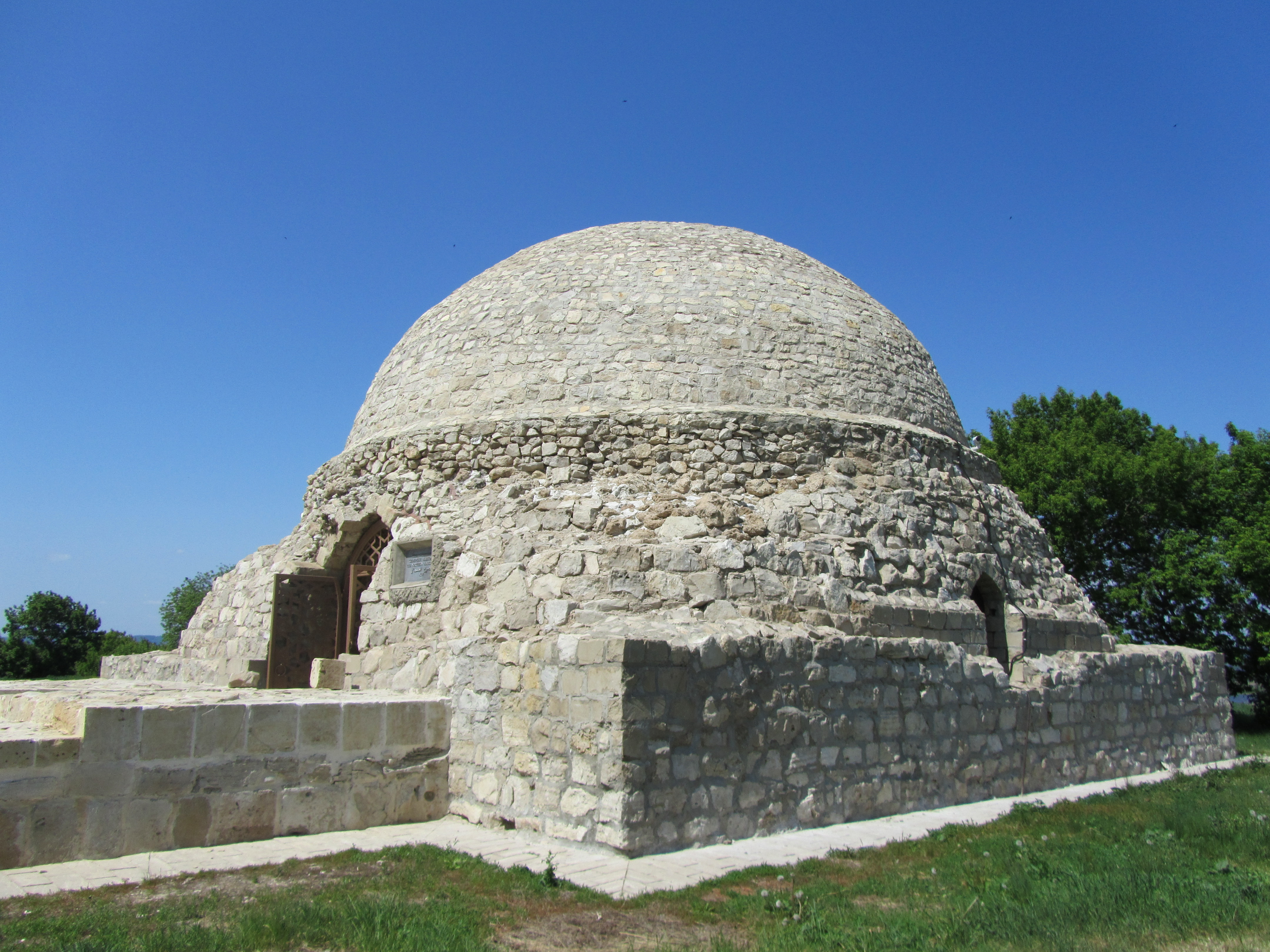
Северный мавзолей XIV в. на Булгарском городище. Здесь, внутри этого сооружения, собраны и выставлены для обозрения 26 надгробий XIII-XIV вв. Ещё два надгробия выставлены в Музее булгарской цивилизации

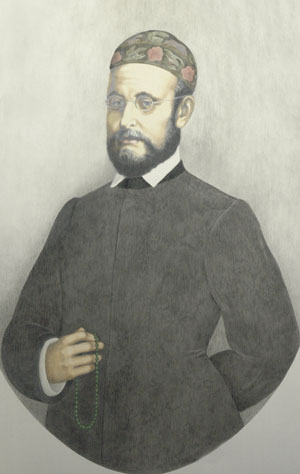
Хусейн Фейзханов (1823 или 1828 — 1866), впервые давший прочтение булгарских эпиграфических памятников с использованием чувашских языковых данных (1863)

Мусульманские надгробия, в свою очередь, можно классифицировать по языковому признаку:
- только с арабским текстом;
- имеющие, кроме арабского, и текст на каком-нибудь тюркском языке.

В зависимости от типа  тюркского языка, последняя группа памятников подразделяется  так:
- надгробия с надписями на тюркском р-языке (эта совокупность наиболее крупная 90%[7]:59[8]:110[9]:85-99);
- надгробия на тюркском з-языке.

Существует также классификация по внешнему виду памятников, в соответствии с их художественными особенностями — 1-го стиля и 2-го стиля.
Надгробия 1-го стиля обычно имеют текст на з-языке, а 2-го стиля — текст на р-языке. Поэтому первоначально считалось, что такая классификация охватывает все признаки в комплексе. Однако есть и исключения из такого соответствия:12,23:36-37). К тому же ещё полностью арабоязычные памятники обычно относят к 1-му стилю:42. Но имеются и другие классификации, в том числе новейшие. 

## История изучения
Исследование булгарских эпиграфических памятников имеет трёхвековую историю. Начало было положено  указом Петра I 1722 года, после того, как тот лично побывал на Булгарском городище. Наиболее заметные и стоявшие на виду надгробия с эпитфиями были описаны, переписаны и  переведены на русский язык, вся документация сдана на хранение в Казани; через некоторое время с этого списка снята копия и она, сохранившаяся до наших дней,  поступила  в архив Министерства внутренних дел, а казанские подлинники сгорели во время пожара 1815 года. Всё это — важные факты, так как многие из тех описанных, переписанных и переведённых  надгробий сами не сохранились и о них можно узнать только по уцелевшим  документам. 
В 1831 году востоковед Ю. Клапрот  впервые осуществил полную публикацию переписанных и переведённых булгарских эпитафий. А в 1863 году Х.Фаизханов   прочитал надписи, опираясь на данные чувашского языка. Вот как  выглядело постижение этого в его статье:31-32:

Особенное внимание обращает на себя во многих булгарских надгробных надписях выражение ҖИАТ ҖҮР. В моих снимках эта фраза очень ясна, так что даже при
ней и знаки поставлены так: ҖИАТИ  ҖҮР. Обыкновенно принимают эту фразу за арабскую, переводят ее словами: пришествие угнетения, и придавая ей смысл особой эры, выводят из числового значения букв год 623. По моему мнению, подобное объяснение едва ли может быть верно... Не следует ли, не вдаваясь ни в какие гадательные предположения, читать просто ҖИАТИ ҖҮР, т. е. ЙИТИ ЙҮЗ? В пользу моего чтения говорит и обыкновение татар начальное «й» произносить и писать как «Ж»... Что касается до буквы «р», употребленной вместо «з» в слове ҖҮР, то это можно объяснить отчасти ясностью (как и в слове СКР, т. е. СИКЕЗ) смысла и без точки, отчасти употреблением чувашских числительных слов в эпитафиях этого времени.

Несмотря на фактически выявленную им «вопиющую чувашскость» текстов, Х. Фаизханов продолжал считать эпиграфические памятники «татарскими» (это видно и из приведённого фрагмента его статьи). Но не это здесь главное.
Казус в ходе попыток перевода выражения ҖИАТИ ҖҮР описан и А. И. Артемьевым (1820—1874) в 1866 году в книге, вышедшей в Санкт-Петербурге; он фактически поддерживал Х. Фаизханова и показывал ошибочность его предшественников:17, 49 (переписчиков-переводчиков времён Петра I, И. И. Лепёхина, вышеупомянутого Ю. Клапрота, Ф. И. Эрдмана, И. Березина и других). Упомянутый 623 год хиджры по обычному летоисчислению является 1226 годом, поэтому, при старой трактовке,  получилось бы, что надгробие из домонгольского времени. На самом же деле все памятники относятся к золотоордынской эпохе.
Открытие Х. Фаизханова  поддержано было также Н. И. Ильминским, хотя тот и утверждал, что «почтенный мулла высказал... идею не специально, а мимоходом,...  а потому нерешительно и не полно» .
Впрочем, попытка представить  подлинным основоположником булгаро-чувашской концепции самого Н. И. Ильминского, как это случается нередко,  тоже является преувеличением. На самом же деле, в дальнейшем особо важную роль в раскрытии сущности эпиграфических памятников сыграла  работа Н.И. Ашмарина «Болгары и чуваши» (1902).
Что касается количественной стороны, Н. И. Ашмарин рассматривал всего 93 надгробия.  Есть ошибочное мнение, что более поздний  исследователь Г. В. Юсупов рассматривал 200 таких памятников, однако только 40 из них относились к XIII-XIV вв:154. Остальные памятники — более позднего происхождения. Однако общее количество известных  р-язычных  памятников к тому времени тоже составляло более 200, просто Г. В. Юсупов не всех их досконально изучал, так следует понимать:59.
В таблицах, составленных Д. Г. Мухаметшиным, можно насчитать уже 362 штуки:85-99:98. В другом источнике:17, ссылаясь на того же Д. Г. Мухаметшина, приводятся другое число общего количества  исследованных надгробий (274) и некоторые другие  цифры, — возможно, это более ранние данные,
В XX веке анализировали булгарские эпиграфические памятники в лингвистическом отношении также  Н.Ф. Катанов, Н.Н. Поппе (N. Poppe),  С.Е. Малов, О. Прицак (O.  Pritsak), А. Рона-Таш (Róna-Tas A) и С. Фодор (Fodor S.), Ф.С. Хакимзянов, Т. Текин (T. Tekin),  М. Эрдаль (M. Erdal)  и другие.
Большинство выявленных памятников сейчас находится в музеях. В том числе в фондах Булгарского, Билярского, Иске-Казанского музеев-заповедников, в Национальном музе республики Татарстан, в музее Изобразительных искусств РТ, Чистопольском, Тетюшском музеях РТ, в ГИМе (г.Москва), в Ульяновском краеведческом музее, в Национальном музее Чувашской республики:3,4.
Но этим совокупность не исчерпывается. Например, есть соответствующий памятник в школьном музее села Курманаево Нурлатского района Татарстана:167.   Есть  и такие, которые продолжают оставаться в местах их выявления.

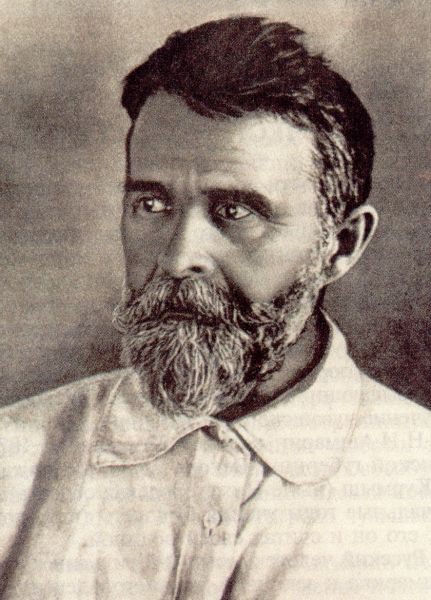
Н. И. Ашмарин (1870-1933), тюрколог, исследователь булгарских эпиграфических памятников, автор книги «Болгары и чуваши» (Казань, 1902)

## Мусульманские двуязычные надгробия
Булгарские памятники с только арабской надписью, которых, вообще говоря, не очень-то и много, занимают особое место среди всей булгарской эпиграфики. По ним трудно судить об этноязыковой принадлежности людей, но можно узнать об их социальной и личной жизни.
Совсем другое дело памятники двуязычные, имеющие, помимо арабского, и текст на тюркском. Есть даже надгробия одноязычные-тюркские (их немного):156, а также одно трёхъязычное — с арабским, тюркскими з- и р-язычными текстами:18. Обилие тюркоязычных текстов, пусть и наряду с арабскими, — отличительная черта булгарских эпиграфических памятников; этим они сильно отличаются от кавакзских и центральноазиатских аналогов:6. По данным В. М. Усманова, тюркскую часть имеют до 85% булгарских мусульманских эпитафий и,  стало быть, остальные 15% целиком арабоязычные; — в то время как «из созданных эпитафий во времена существования Джучиева Улуса текстов написанных на общетюркском языке на современной территории Узбекистана, Крыма и Азербайджана составляет от общего количества от 1 до 5%». 
Не известно, как называли свои тюркские языки их носители на Волге и на Каме в XIII—XIV веках. Во всяком случае, р-язык этого периода и региона в науке принято называть среднебулгарским:20-22, волжско-булгарским или просто булгарским. В то же время, как бы в качестве синонимов, встречаются понятия «старочувашский язык» (Л. С. Левитская) и «среднечувашский язык» (А. В. Дыбо), что вполне коррелирует с предложенной А. Рона-Ташем периодизацией истории чувашского языка.  По Г. В. Юсупову — «древнебулгарский язык», что, отчасти, перекликается с термином «гунно-булгарский язык» О. Прицака, и даже с понятием «хазаро-булгарский язык» А. Г. Мухамадиева:23. В широком контексте, диахронически охватывая всю историю языка, говорят «булгаро-чувашский».
Что касается з-языка некоторых памятников, то его Д. Г. Мухаметшин называет «поволжским тюрки»:85-99, но он же — также «татарским»:156. К последнему названию прибегают и некоторые другие:53:21. Обычными являются определения описательные — з-язык общетюркского типа, стандартнотюркский язык или «тюркский мусульманский язык огузо-кыпчакской чеканки» (О. Прицак). Определение языка как огузо-кыпчакского имеется и у В. Г. Родионова. Могут сказать и просто кыпчакский:4, если есть уверенность в том, что этот язык относится именно к данной тюркской подгруппе, или даже в случае отсутствия такой уверенности («ради краткости и удобства», как пишет А. А. Чеченов). По терминологии Г. В. Юсупова — «новобулгарский язык». Н. И. Ашмарин этот язык определял как чагатайский— нормальное название, особенно  если учесть его возникновение под влиянием Золотой Орды.
В количественном отношении выявленные памятники по их типам (скажем. в отношении языка) представлены не одинаково, не равномерно. Самая большая группа — р-язычные. Некоторые исследователи склонны, по разным предлогам, избегать этой стороны вопроса. В то время как уже Г. В. Юсупов ясно указывал на сей факт:59. Те же. кто скептически относятся к нему:163.164 (да и другие), обычно всё равно вынуждены неявно соглашаться с фактом, например, публикуя списки и каталоги, указывая в каждом случае язык (языки) отдельно взятого памятника:85-99. В случае отсутствия такого прямого указания, насчёт  языка (языков) можно  узнать («догадаться»)  по приведённым транскрипциям, если даже не владеть арабской графикой:89-179. Так или иначе, статистические сведения о булгарских надгробных памятниках, в том числе по типам и годам происхождения,  имеются.  Например, известно, что в количественном отношении более половины эпитафий XIII века написаны целиком на арабском языке:49. И статистика, и иные признаки не позволяют делать вывод о том, что,  за  более чем 80-летнее время существования булгарской эпиграфической традиции,  р-язык каким-то образом угасал в пользу з-языка. Наоборот, есть основания утверждать об обратном. Скажем, факт наличия двух надгробий из Иске-Рязапа, принадлежащих  отцу и сыну, но написанных на разных (з- и р-)  тюркских языках, как раз говорит об этом:14-16. Определённо можно говорить лишь о том, что  во второй половине XIV века р-язык перестаёт быть языком мусульманских эпиграфических памятников, но сам этот процесс не совсем ясен, во всяком случае, в деталях. 

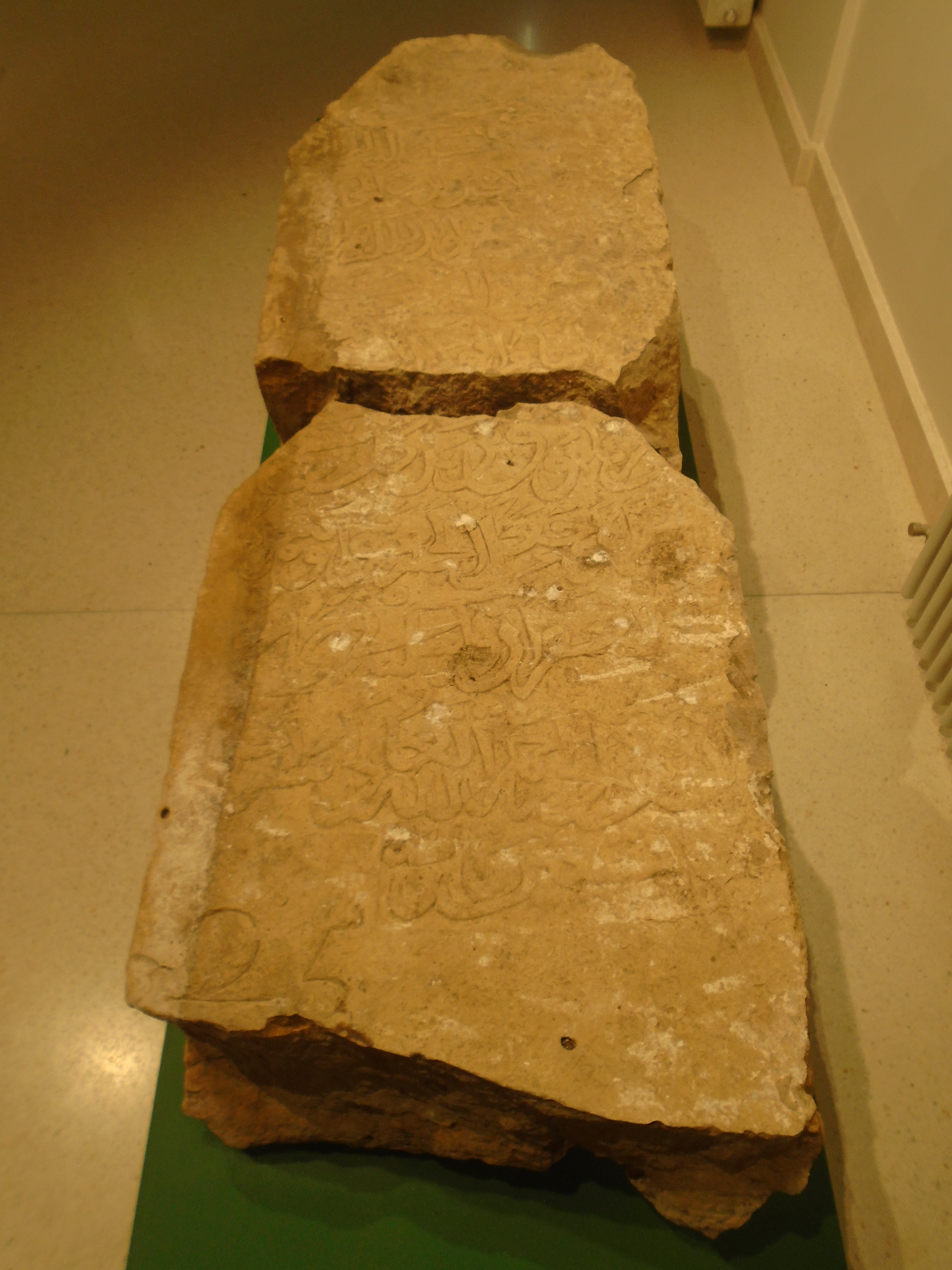
Намогильный камень шейха Абу-Бекра Мамука бин Беркая. Болгар, 1291/1292 (691 год хиджры), известняк, резьба, надпись на арабском языке (здесь тюркского текста нет) почерком «сульс». Болгарский государственный историко-архитектурный музей-заповедник. Из фундамента Успенской церкви, сборы 1981 г. (Дж. Г. Мухаметшин). Выставка «Свет веры — Иман нуры» к 1100-летию принятия ислама народами Волжской Булгарии, Присутственные места Казанского кремля

Иногда среди р-памятников усматривают две разновидности относительно их языка, выделяя, тем самым, в полной совокупности, всего три идиома (ǯ-диалект, j-диалект и t-диалект), но это общей картины не меняет, потому что фундаментальное деление на р- и з-языки остаётся неизменным:  ǯ- и t-диалекты относятся, по признаку ротацизма,  к булгарскому р-языку, j-диалект,  по признаку зетацизма,  – к стандартнотюркскому  з-языку. Деление волжско-булгарского р-языка на три диалекта, предпринятое  К. Адягаши:101-103, тоже ничего не меняет в этом отношении. 
Чем же отличаются тюркские р- и з-языки, представленные на булгарских эпиграфических памятниках?
Прежде всего, конечно, ротацизмом (включая так называемый «второй ротацизм») и зетацизмом. Примеры: булгарское وطر ‘wutur’ <(тридцать)> ~ чувашское вăтăр ~ общетюркское otuz; булг. سكر ‘säkir’ <(восемь)> ~ чув. сак(к)ăр ~ общетюрк. säkiz. А ещё отличаются ламбдаизмом и сигматизмом: булг.بيالم ‘biyelem’ <(пятый)> ~ чув. пиллĕкĕм ~ общетюрк. bešim; булг. جال ǯāl’ <(год)> ~ чув. çул / çол ~ общетюрк. yаš. Этот пример, как и предыдущий, взят из энциклопедии. В той же энциклопедийной статье приводятся и другие наиболее характерные фонетико-морфологические отличия среднебулгарского р-языка и общетюркских з-языков.

(1) v-протеза: булг. ون ‘ وان‘wan, wān’ <(десять)> ~ чув. вон/вун(нă) ~ общетюрк. ōn;
(2) порядковые числительные на -m: булг.تواتم ‘tüwätim’ <(четвёртый)> ~ чув. тăватăм ~ общетюрк. törtinč;
(3) чередование h~q: булг.هير ‘hііr’ <(дочь)> ~ чув. хĕр ~ общетюрк. qїїz;
خرخ‘hirih’ <(сорок)> ~ чув. хĕрĕх ~ общетюрк. qïrq;
(4) сохранение аффикса q (›h): булг.ايح ‘ayxi’ <(месяц)> ~ чув. уйăх ~общетюрк. ау (›ayïq);
(5) чередование w ~ γ: булг.اول ‘awli’ <(сын)> ~ чув. ывăл(ĕ), ул ~ общетюрк. oγul;
(6) чередование ǯ (ç) ~у: булг.جيرم ‘ǯiirem’ <(двадцать)> ~ чув. çирĕм ~ общетюрк. yegirmi;

И совсем не удивительно, что Н. И. Ашмарин, изучая, помимо прочего, булгарские эпиграфические памятники, пришёл, ещё в 1902 году, к следующему выводу:38:

Язык волжских болгар тождественен с современным чувашским

Добавим к этому, что во времена Н. И. Ашмарина ещё не знали такую важную морфологическую особенность среднебулгарского языка, как образование множественное числа с помощью аффикса -säm (если конкретно, то по отношению к словам со значениями «учёный» и «мечеть»), что соответствует современному чувашскому -сем. Это следует из текста надгробия из г. Булгара, датируемого 1308 годом:4, 32-48. С чем-то другим спутать сие никак невозможно, потому что данная надпись совершенно аналогична текстам, по крайней мере, ещё двух других эпиграфических памятников (из Чистополя 1311 года установки и Больших Тархан 1314 года), но выполненных на общетюркском языке с аффиксами -lar/-lär. Причём в чистопольском памятнике только хвалебная часть з-язычна, датирующая же часть р-язычна. В общем, соблюдался некий стандарт, независимо от типа памятника. Ещё на одном з-памятнике, 1317 года, из г. Болгара, золотых дел мастера Шахидуллы, аналогия половинчатая — про «уважение учёных» сказано, но «воздвигнутые мечети» не упоминаются. Всё-таки профессия погребённого не та, к возведению мечетей имеет мало отношения.
В булгарском р-языке порядковые числительные образовывались от количественных при помощи аффикса  -м. Это действительно так, но были некоторые  вариации и другие нюансы, тоже имеющие  параллели в современном чувашском, но отличающие его от стандартнотюркских.
Нельзя не сказать также ещё об одном отличии, на этот раз чисто фонетическом и чуть ранее слегка уже упомянутом, представленном на памятниках тюркских р- и з-языков.  Тюркский r-язык эпиграфических памятников был джокающим, другими словами, на месте древнетюркского переднесредненёбного фрикативного звонкого ј- регулярно выступает звонкая аффриката ǯ-, транслитерированная  арабской графемой «джим»; в стандартнотюркских  же  текстах эпитафий,  в соответствующих словах,   в анлаутной позиции регулярно выступает среднеязычный ј-, переданный арабской графемой «йа», следовательно, сей язык йокающий:4. Если сопоставить это с современными языками, то чувашский выглядит как джокающий (вернее, «çокающий», и так могло быть и в булгарском:22),  а в татарском дело обстоит сложнее, ибо в различных диалектах по-разному, но, во всяком случае, средний (казанский) диалект  никак нельзя считать йокающим:23.

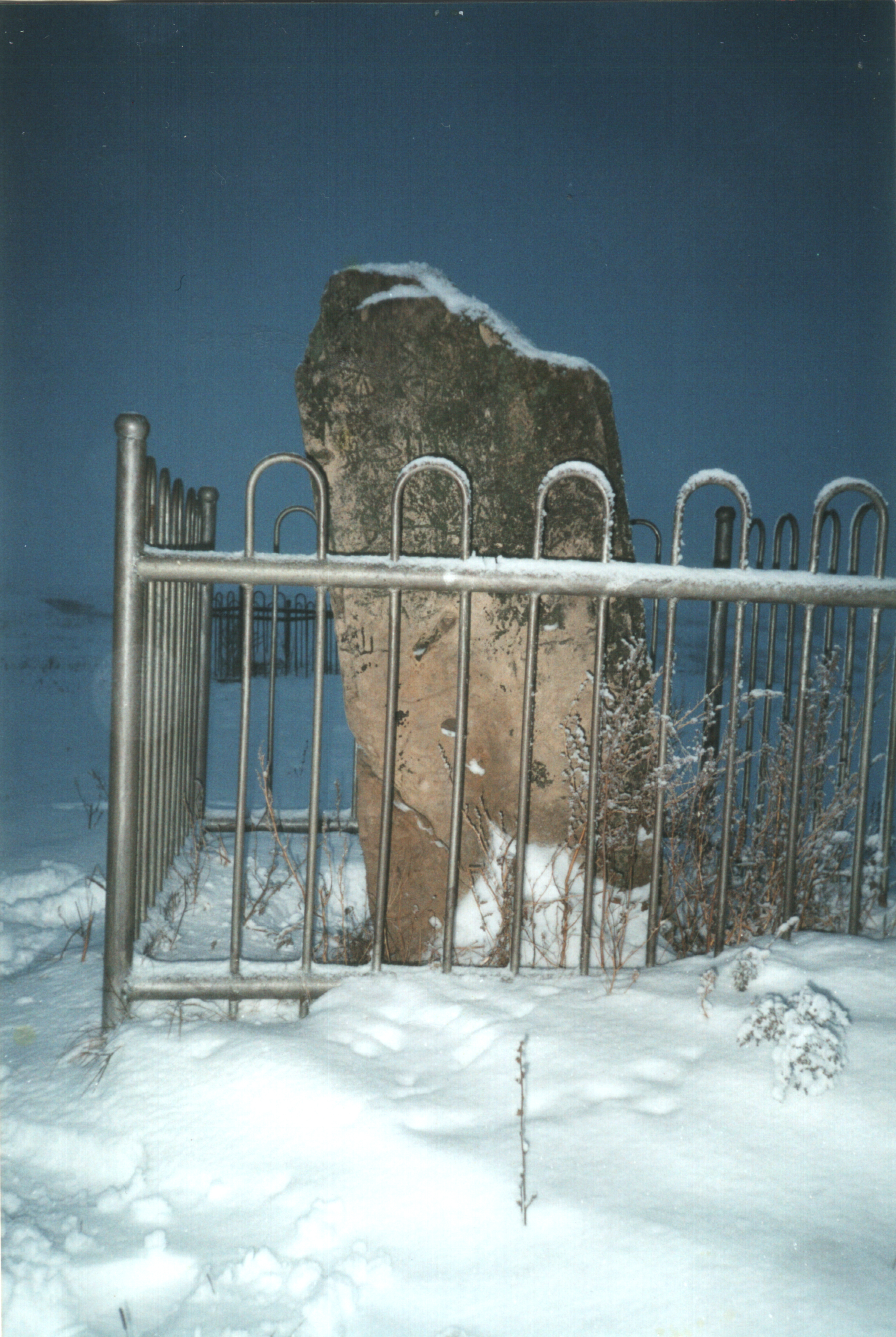
Надгробный камень 1349 года. Текст: арабский и булгарский. Старые Савруши. Аксубаевский район Татарстана

Важно отметить, уж если говорится о р-язычных эпитафиях и р-языке этих эпитафий, то соответствующие особенности, ввиду их многочисленности, системности и регулярности, считаются неотъемлемыми атрибутами этого языка, а не какими-то случайными  вкраплениями и наслоениями, не заимствованиями со стороны. И даже отсутствие некоторых эпитафийных слов (например, слова  «галим» (учёный) в современном чувашском языке ни о чём не говорит.  Принадлежность многих  сходственных лексем первым номерам списков Сводеша тоже свидетельствует о той же неслучайности.  Скажем, по отношению ко всем им понятие «чувашизм» совершенно неприемлемо; оно некорректно ещё  и потому, что сам  этноним «чуваши» впервые появляется в исторических источниках лишь в XVI веке (с 1510 года):36-37.

## Значение памятников

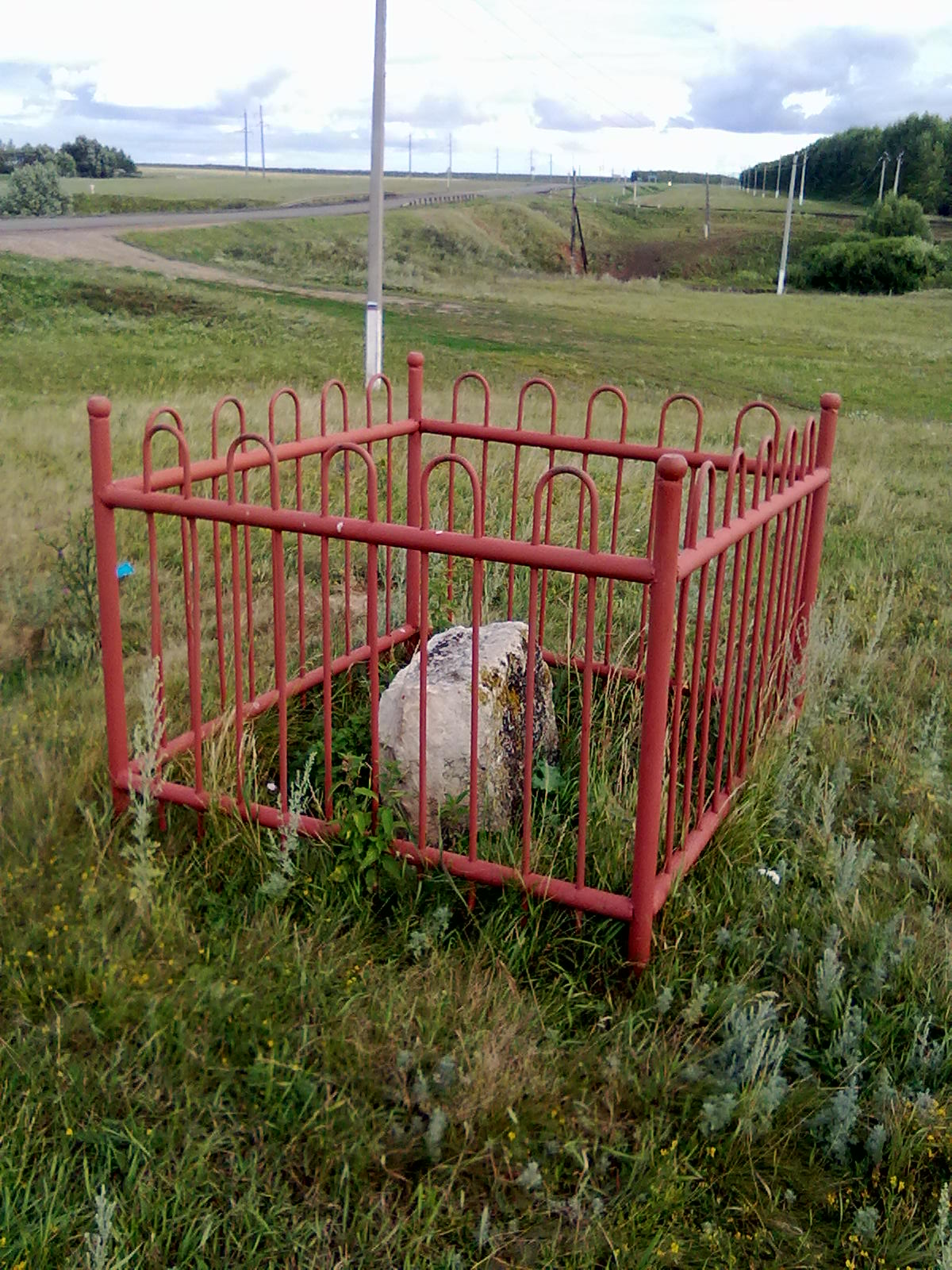
Ещё один надгробный камень, на этот раз 1347 года, из Старых Саврушей Аксубаевского района Татарстана. Текст: арабский и булгарский. Вообще-то возле этого населённого пункта изначально было всего 4 таких памятника. Два из них перевезены в Аксубаевский краеведческий музей. Другие два оставлены на месте

Булгарские эпиграфические памятники XIII-XIV вв. надо рассматривать как документированные источники средневековья. Поэтому эти объекты, в их «неоспоримой подлинности»:107, ничто и никто  не может отменить.
С археологической точки зрения они являются артефактами, которые «воплотили в себе преимущества и письменных, и вещественных источников»:167.
Прежде всего они позволяют судить о языке (языках) людей эпохи. Правда, есть теория об «особом»:3, «специальным»:156,  «функциональном»:16, «ритуальном», «сакральном»:175, «священном» и   «культовом» характере  тогдашнего тюркского р-языка (Г. В. Юсупов,  Ф. С. Хакимзянов,  И. Л. Измайлов), использовавшемся не совсем обычным образом. Иногда подобная мысль проводится без применения таких громких терминов: "Количественное преобладание памятников и стиля, написанных на древнебулгарском языке, когда этот язык в качестве разговорного уже вышел из употребления, является лишь показателем живучести старой традиции и привязанности булгар к своему древнему языку," — заявлял, например, тот же Г. В. Юсупов:92. Но, по любому, в этом, явно натянутом, предполагаемом, случае, с неизбежностью возникает вопрос: а откуда он,  этот «функциональный» язык? Ведь тот тогда, в XIII-XIV вв.,  никак не мог быть мёртвым, потому что  язык подобного типа существует и сейчас. в  XXI веке. Причём практически в том же регионе.  Речь идёт о чувашском языке. Он и есть  нынешнее, современное состояние среднебулгарского языка. Письменное применение  последнего в эпитафиях не означает отсутствия  устного, разговорного его использования в то время.   «Функциональную» теорию резкой и обширной критике подвергал А. А. Чеченов. Задолго до него, то же самое было сделано В. Д. Димитриевым, а М. Р. Федотов прямо заявлял, что соответствующее утверждение Г. В. Юсупова (значит,  и других) «не может быть принято на веру». Тюрколог Э. Р. Тенишев, хотя и  называет эпитафийный язык (по смыслу и контексту, каждый из языков) «ритуальным», тем не менее, не отрицает его связи с реальными разговорными наречиями данного региона и времени: «Более поздний эпитафийный булгарский материал являет собой тип языка кипчакизованного. вследствие употребления ритуального языка в другой этнической среде (кипчакской)». Иными словами, люди позднее, во второй половине XIV века и далее,  прекратили  пользоваться р-языком для надгробных надписей не потому, что  тот, по какой-то причине,  перестал  быть сакральным, если он и взаправду являлся таковым,  а вследствие  изменения самой этническо-языковой ситуации  в обществе.
Из других авторов, которые обращали внимание на «функциональную» теорию булгарского р-языка, следует отметиь Ю. Шамильоглу, утверждавшего, что факт полного исчезновения р-эпитафий после 1358 года тоже может являться каким-то важным «дополнительным свидетельством в поддержку аргумента Хакимзянова», хотя и не ясно, каким образом и в чём тут заключается аргумент. 
Кроме разрешения  языковых вопросов, памятники дают, несмотря на скудость текстов, богатый материал насчёт разных аспектов материальной и духовной (социальной) жизни людей той эпохи:175-182. Ведь там указываются имена, титулы, духовные звания,  профессии, родословии погребённых, топонимы  и другие сопутствующие обстоятелства. 
Рассматриваемые надгробия признаны произведениями искусства. Вот что пишет об этом Д. Г. Мухаметшин:156:

Еще в 20-е годы XX в. была сделана попытка рассматривать эпиграфику как часть истории искусства <...> Богатая декорировка, различные орнаментальные мотивы памятников являются ценными источниками для изучения художественной пластики изобразительного искусства волжских булгар <...>.

Искусствовед С. А. Червонная  о надгробиях:108:

Нас же интересуют эти памятники как особый феномен художественной культуры, возникший на основе синтеза искусств: архитектуры, резьбы по камню и каллиграфии.

Основная часть этой фразы, слово в слово, повторяется Л. Ю. Браславским:59, а В. М. Усманов формулирует её в несколько ином ключе, определяя задачи изучения.
Та же С. М. Червонная считает нужным подчеркнуть наличие в эпитафиях «зачатков художественной литературы, включающеей в себя и научное (историческое, географическое, телогическое) и вдохновенно-поэтическое, и фантастическое начало»:108. Она же отмечает присутствие на памятниках, наряду с солярнымм, астральными и растительными орнаментами, и зооморфных элементов («звериного стиля»), что свидетельствует о связях булгарского искусства того периода с более древними доисламскими традициями:111. 
Булгарские эпиграфические памятники рассматривали с точки зрения художественной ценности также Н. Ф. Калинин (именно он ввёл понятие «первый и второй стиль»), Ф. Х. Валеев, Д. К. Валеева.

## Становление и закат булгарской эпиграфической традиции
Домонгольская Волжская Булгария не знала каменных надгробий с надписями. Во всяком случае, не выявлено никаких таких памятников. Археолог Е.А. Халикова, исследовавшая региональные мусульманские памятники XI-XII вв., отмечает, что «по-прежнему на могилах отсутствуют выраженные следы надгробий»:124.
Как известно, ортодоксальный ислам не приветствует сооружения какого-либо надгробия над могилой; однако, тем не менее,  такая практика и традиция существуют издавна, вплоть до наших дней:159-160.
Д. Г. Мухаметшин:160:17-18 утверждает:

Возникновение традиции установления памятников в Среднем Поволжье и Приуралье исследователи единодушно связывают с проникновением и распространением мусульманской религии. Многочисленные факты материалов из Аравии, Кавказа, Средней Азии, где имеются эпиграфические памятники более раннего периода, позволяют говорить в пользу такого мнения.

Такое утверждение имеется и в совместном труде Д. Г. Мухаметшина и  Ф. С.  Хакимзянова:18 Археолог А. П. Смирнов само появление памятников считал индикатором широкого распространения ислама.  Правда, домонгольская Волжская Булгария уже считалась мусульманской страной. Однако для появления указанной традиции нужен был толчок извне, нужна была затравка. Заметим также, Волго-Камье  не является горной страной. Здесь преобладают равнины, каменные валуны и глыбы под ногами не валяются. Соответствующие месторождения могут оказаться малодоступными. Если и есть камни, то малоблагородные, в основном, песчаник и известняк. О мраморе и граните нечего и говорить. Считается, памятники, как и другие сооружения, включая здания,  делали из камня Сюкеевского месторождения, что находится на правом берегу Волги, напротив города Болгара:166.
Определяющую роль ислама при становлении булгарской эпиграфической традиции признают и те исследователи, кто склонен видеть и другие факторы. 
Н.И. Егоров заметил очень важное обстоятельство: тахаллусы погребенных, начертанные на булгарских эпитафиях, прямо указывают на среднеазиатское или кавказское  происхождение покоящихся под надгробиями; ср.: Хасан ас-Самарканди, Хайбетель ибн Мухаммед аль-Дженди, шах Курасан ибн Мухаммедшейх ал-Кердари, Исмагил эш-Шемахи, Мобарак шах Курасани, Садреддин эш-Ширвани, Р-с эш-Шемахи, и т.д.. Впрочем, на эти факты обращал внимание ещё Юсупов Г. В:48-49. 
Д. Г. Мухаметшин тоже с этим согласен:41:

...тахаллусы среднеазиатского и кавказского происхождения говорят о том, что погребённые <...> были люди приезжие...

Или вот ещё, он же:43:

...тахаллусы-топонимы, в основном образованные от названия центральноазиатских, кавказских и других восточных городов и областей — Ширвани, Африкенди, Дженди, Самарканди, Шамахи, Курасани, Кердари, Туркестани, Кроме последнего случая, все они происходят из города Болгар. Эти псевдонимы-тахаллусы, образованные от топонимов, принадлежали людям небулгарского происхождения, приезжим служителям религиозного культа, купцам и тому подобное.

Далее:44:

...титулы, вероятно, не имевшие распространения среди высшего сословия булгарского феодального общества, скорее, связаны с людьми приезжими. Многие из них носят фамилии—тахаллусы ал-Африкенти, аш-Ширвани и др.

Здесь уже, кроме фамилий-тахаллусов, к традиционному аргументу присоединяется и другой — титулы (но отметим, что ал-Африкенти, в этой и предыдущей цитатах, преподносят уже, в новейшей расшифровке, как ал-Ургенчи). Факт наличия  среднеазиатских и кавказских мигрантов замечается и С. М. Червонной, она называает и их предполагаемые этнические происхождения:107-108. О притоке нового населения, в основном из Средней Азии, пишет также Ф. С. Хакимзянов:16.  Стало быть, если говорить словами А. А. Чеченова:22:

У волжских булгар не было традиции установления каменных эпиграфических памятников; эта традиция привнесена мусульманскими мигрантами извне, преимущественно из Средней Азии (Хорезма).

Булгарские эпиграфические памятники, как таковые, практически перестают появляться к середине XIV века. Известны только единичные примеры таких объектов со второй половины века (но они не из Закамья), причём р-язычные с этого времени  не появятся уже никогда, (Правда, есть небольшой вопрос с более чем 20 памятниками конца XVII — первой половины XVIII вв., с территории востока Чувашской республики:165-166 и про которые сказано, что «эта группа эпитафий, принадлежащая чувашам-мусульманам,  в дальнейшем будет подвергнута более детальному исследованию». Но эти объекты, во всяком случае, далеки во времени от Булгарской и Золотордынской эпохи). 
И только в период Казанского ханства возникает «новая волна», теперь уже одних  -з-язычных, памятников. Можно сколько-угодно умозрительно  рассуждать о наличии:108,149 или отсутствии:149 преемственности, но существования  одновекового временного  разрыва между «волнами» отрицать невозможно, оно налицо. И даже без учёта такого разрыва, по одним лишь языковым признакам и историческому контексту,   очевидна принадлежность всей последующей эпиграфики, в какой-то мере аналогичной, к другим эпохам и типам. «Более поздний эпитафийный булгарский материал», так называет эту эпиграфику Э. Р. Тенишев, но она уже не являлась  булгарской. Ю. Шамильоглу так и пишет — «конец языка волжских булгар», имея в виду письменную форму этого языка.
Окончание булгарской эпиграфической традиции было связано с опустошением Волго-Камских    земель   в конце XIV – начале XV вв и превращением их в так называемое Дикое поле, впрочем, не исключаются тут и некоторые неполитические факторы.

## Избранные достопримечательности
1. Памятник  1281/82 г.Место расположения с. Русский Урмат Высокогорского района РТ (Республики Татарстан). Языки арабский и булгарский[3]:4-5.
2. Памятник  дочери Исмагила, Илчи Амэк 1285/1286 г. Место расположения: Республика Татарстан, г. Болгар. Язык арабский[2]:10-11
3. Эпиграфический памятник Йунусу ас-[Су]вари 1287/1288 г.г. Место расположения: РТ, г. Болгар. Языки арабский и булгарский[2]:12-15, Есть оборотная сторона.
4. Памятник 1291/1292 гг.  Место расположения: РТ, Казань (из Архиерейской дачи перевезен в Государственный музей Республики Татарстан). Язык арабский[3]:6-7..
5. Памятник  1297/1298 гг.  Место расположения: РТ, Казань (из Архиерейской дачи перевезен в Государственный музей Республики Татарстан). Языки арабский и булгарский[3]:8-9.
6. Эпиграфический памятник дочери Рамазана, Зубейде 1303/1304 гг. Место расположения: РТ, с. Большие Атряси Тетюшевского района. Языки арабский и булгарский[3]:14-15
7. Памятник из г. Болгара 1308 года. Языки арабский и булгарский. Как пишет Ф. С. Хакимзянов, " некоторые слова являются неоценимыми материалами с точной датировкой для истории чувашского языка, это особенно касается показателя множественного числа -säm."[33]:43-45
8. Памятник 1309/1310 г. Место расположения: РТ, г. Болгар. Языки арабский и булгарский[2]:48-49. Есть оборотная сторона. найден в 1973 году.
9. Памятник из города Чистополя. Дата:1311 г.Языки: арабский (краническая формула), общетюркский (хвалебная часть) и булгарский (датирующая часть). Найден, как и другие чистопольские памятники, на городском кладбище в 1984 году экспедицией в составе  М. И. Ахметзянова, Р. М. Амирханова и Д. В. Мухаметшина[33]:32-36
10. Эпиграфический памятник сыну Гусмана, Ибрахиму ас-Сувари 1314 г. Место расположения: РТ, с. Б. Тарханы Тетюшского района. Языки арабский и общетюркский[3]:20-21,
11. Неатрибутированный (т.е. не известно кто похоронен) эпиграфический памятник  1316 г. Место расположения: РФ, Ульяновская область, с. Архангельское Чердаклинского района. Языки арабский и булгарский[3]:22-23,
12. Неатрибутированный эпиграфический памятник 1348г. Место расположения: РТ, г. Болгар. Языки арабский и булгарский[2]:110-111. Обнаружен за аэродромом в г. Болгаре в 1974 г. Задет плугом.
13. Памятник 1349 г. Место расположения: РТ, с. Ст. Савруши Аксубаевского района. Языки арабский и булгарский[3]:64-65
14. Неатрибутированный эпиграфический памятник (нижний фрагмент). Дата не установлена. Место расположения: РТ, г. Болгар. Языки арабский и булгарский[2]:126-127
15. Эпиграфический памятник дочери Йувалу, Хаджи-Хатын. Дата не установлена. Место расположения: РТ, г. Болгар. Языки арабский и булгарский[2]:128-129 Изъято из фундамента церкви Успения осенью 2003 г.
16. Неатрибутированный эпиграфический памятник (фрагмент). Дата не установлена. Место расположения: РТ, г. Болгар. Языки арабский и общетюркский[2]:128-129 Изъято из фундамента церкви Успения.
17. Неатрибутированный эпиграфический памятник[3]:126-127. Место расположения: Самарская область, с. Смолькино Сызранского района. Координаты: N 53°27.052′, E 048°08.055′. Сохранность: плохая, надписи выщерблены, текст утрачен полностью. Утверждается, что  эту стелу православные местные жители называют «Бабайкой».  В действительности же эти  жители являются не просто православными, но и к тому же и  чувашами.  Название «Бабайка» — калька с чувашского. Ориганальное, на чувашском языке,  название — «Папай Чулĕ» (Камень Бабая). На официальном сайте Администрации сельского поселения Старая Рачейка муниципального района Сызранский Самарской области, куда относится и село Смолькино, имеется «житейское» (непрофессональное, любительское) описание надгробия в его современном состоянии[49] (см. ниже).

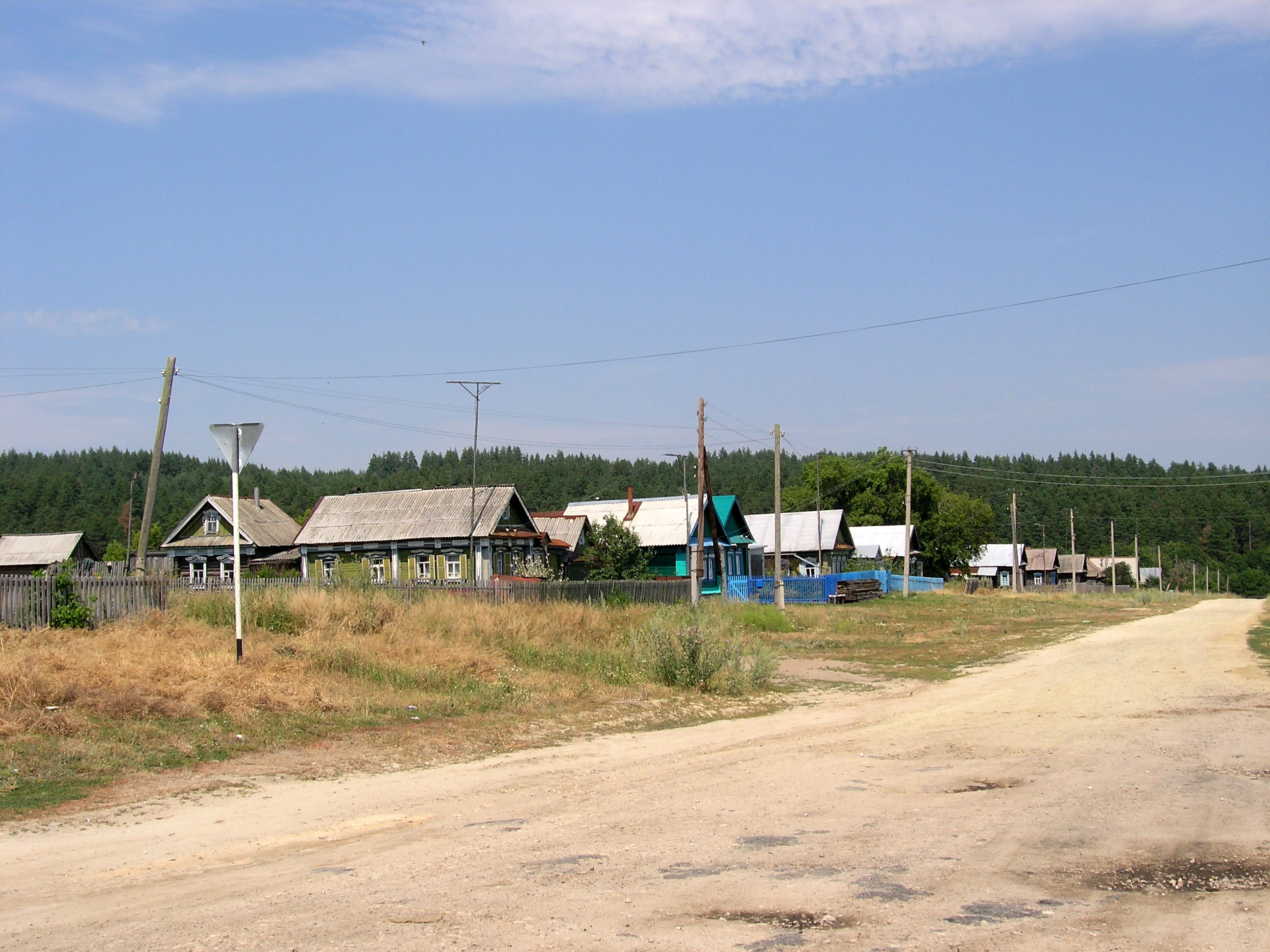
Село Смолькино Сызранского района Самарской области

Есть на околице Смолькина камень, который местные жители называют "Бабай-тюле" или, попросту, "бабайкой". Напоминает он какого-то древнего идола, а скорее - надгробную плиту, на одном конце которой можно различить полустёртое изображение человеческого лица в остроконечном головном уборе с орнаментом, в котором ясно просматривается колесо с шестью спицами - солярный или громовой знак; ниже лица - выступ, будто сложенные на груди руки. Зинаиде Семёновне Мольковой даже удалось раскопать в этих краях историю о некоем старике-татарине ("бабай" по-татарски - старик), который помогал разбойникам и за это не удостоился погребения на общем кладбище (старинное татарское кладбище сохранилось в окрестностях). Однако есть и другая версия: камень-де вовсе не надгробие, а... окаменевшая женщина в остроконечном чувашском сарпане, а "бабай" - мордовское произношение слова "баба". "Проклинали эту бабушку, говорили: "Будь камнем", - она и окаменела...".

На памятник было обращено внимание 17 июня 2019 года И. Гумеровым и В. Усмановым во время научно-полевых исследований и тот, одним из последних,  с этого времени введён в научный оборот.
Пример с данной достопримечательностью показывает отношение чувашского населения к булгарским эпигрфическим памятникам и он, надо сказать, противоречит, в частности, замечаниям Г. В. Юсупова по этому вопросу, писавшего о совершенном равнодушии к ним и отсутствии почтения со стороны чувашей, в отличие от татар:32-33.

### Последние из булгарских эпитафий
Итак, Булгарские эпиграфические памятники, как таковые, практически перестают появляться к середине XIV века. По данным Ю Шамильоглу, в 1357 г. отмечены 6 надгробий, в следующем 1358 г. — 2 надгробия и на этом их история как будто заканчивается (на самом же деле, тут гораздо важнее факт резкого и неожиданного  установления с этих пор той ситуации, когда полностью отсутствуют именно р-язычные арабографичные эпитафии). 
Но эпоха Золотой Орды, вплоть до 1438 года, времени образования Казанского ханства, продолжалась. И на  этот  промежуток времени вмещаются ещё два найденных надгробия, которые могут называться булгарскими (постзолотоордынскими). И они  обнаружены, между прочим, не в Закамье, а в Заказанье. 
1. Эпиграфический памятник сыну Габдельджаббара, Габдельмулюку[3]:86-87. Из. с. Ямашурма Высокогорского района Татарстана, 1382 г., языки — арабский и стандартнотюркский.
2. Эпиграфический памятник сыну Ибрахима, Исхаку[3]:88-89. Из. с. Большие Нырси Тюлячинского района Татарстана, 1399 г., языки — арабский и стандартнотюркский.

Любопытно отметить, что в тех же Больших Нырсях отмечены памятники 1357 г. (языки — арабский и булгарский):76-77 и 1443 г. (языки — арабский и стандартнотюркский):90-91. Последний, судя по датировке, относится уже к эпохе Казанского ханства и, условно говоря, он и начинает «новую волну». 
Памятники же 1382 и 1399 годов исследователи обычно относят к некоей промежуточной группе:42.